# Ярмо Васама
Ярмо Васама (фін. Jarmo Wasama; 2 грудня 1943, Елімякі — 2 лютого 1966, Тампере) — фінський хокеїст, що грав на позиції захисника. Грав за збірну команду Фінляндії.

## Ігрова кар'єра
Хокейну кар'єру розпочав на батьківщині 1960 року виступами за команду «Ільвес».
Усю професійну клубну ігрову кар'єру, що тривала 7 років, провів, захищаючи кольори команди «Ільвес».
Виступав за збірну Фінляндії.

## Загибель
2 лютого 1966 року загинув в автокатастрофі.

## Статистика

### Клубна
| Сезон         | Клуб          | Ліга          | Регулярний сезон | Регулярний сезон | Регулярний сезон | Регулярний сезон | Регулярний сезон | Плей-оф | Плей-оф | Плей-оф | Плей-оф | Плей-оф |
| Сезон         | Клуб          | Ліга          | І                | Г                | П                | О                | ШХ               | І       | Г       | П       | О       | ШХ      |
| ------------- | ------------- | ------------- | ---------------- | ---------------- | ---------------- | ---------------- | ---------------- | ------- | ------- | ------- | ------- | ------- |
| 1960-61       | «Ільвес»      | СМ-ліга       | 18               | 4                | 2                | 6                | 28               | --      | --      | --      | --      | --      |
| 1961-62       | «Ільвес»      | СМ-ліга       | 18               | 3                | 4                | 7                | 18               | --      | --      | --      | --      | --      |
| 1962-63       | «Ільвес»      | СМ-ліга       | 18               | 9                | 5                | 14               | 16               | --      | --      | --      | --      | --      |
| 1963-64       | «Ільвес»      | СМ-ліга       | 18               | 4                | 4                | 8                | 4                | --      | --      | --      | --      | --      |
| 1964-65       | «Ільвес»      | СМ-ліга       | 18               | 3                | 4                | 7                | 7                | --      | --      | --      | --      | --      |
| 1965-66       | «Ільвес»      | СМ-ліга       | 16               | 4                | 3                | 7                | 14               | --      | --      | --      | --      | --      |
| СМ-ліга разом | СМ-ліга разом | СМ-ліга разом | 106              | 27               | 22               | 49               | 87               | --      | --      | --      | --      | --      |

### Збірна
| Рік   | Збірна    | Турнір |    | І | Г  | П  | О  | ШХ |
| ----- | --------- | ------ | -- | - | -- | -- | -- | -- |
| 1962  | Фінляндія | ЧС     | 7  | 0 | 3  | 3  | 0  |    |
| 1963  | Фінляндія | ЧС     | 7  | 1 | 1  | 2  | 4  |    |
| 1964  | Фінляндія | ЗОІ    | 8  | 0 | 1  | 1  | 6  |    |
| 1965  | Фінляндія | ЧС     | 7  | 3 | 1  | 4  | 2  |    |
| Разом | Разом     | Разом  | 73 | 7 | 12 | 19 | 12 |    |